# 제임스 에드워드 설리번

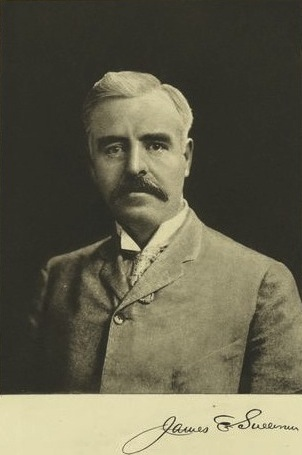

제임스 에드워드 설리번(James Edward Sullivan, 1862년 11월 18일 ~ 1914년 9월 16일)은 미국의 운동 선수이자 신문 기자로 뉴욕에서 출생하였다.
스포츠의 만능 선수였고, 후에 신문 기자·출판업자가 되었다. 그는 아마추어 스포츠 진흥에 힘써, 1888년 미국체육협회를 창설하였다. 현재에도 미국의 가장 우수한 아마추어 선수에게 '설리번 상'이 수여되고 있다.